# Jesus Garcia Corona
Jesus Garcia Corona (ur. 13 listopada 1881 w Hermosillo, Sonora, zm. 7 listopada 1907 w okolicach Nacozari, Sonora) – meksykański pracownik kolei, bohater narodowy, który wyjechał z miasta Nacozari płonącym pociągiem przewożącym dynamit, prawdopodobnie ratując życie wielu osób.

## Życiorys
Jesus Garcia Corona urodził się w Hermosillo w 1881 roku. Był synem Francisco Garcia i Rosy Corona. W wieku 17 lat rozpoczął pracę w Moctezuma Copper Company. Początkowo nosił wodę, potem zajmował się rozjazdami, a następnie awansował na hamulcowego.

### Wypadek w Nacozari
7 listopada 1907 roku na stacji kolejowej w górniczym miasteczku Nacozari zaczął płonąć pociąg towarowy z dwoma wagonami dynamitu. Jesus Garcia Corona, przebywający na stacji, dostrzegł zagrożenie związane z przewożonym ładunkiem, wsiadł do lokomotywy i wyjechał pociągiem z miasteczka. Po minięciu dwóch ostatnich domów w Nacozari dynamit znajdujący się w pociągu eksplodował. W wyniku wypadku zginęło 13 osób (w tym Corona, którego ciała nie odnaleziono), jednak wybuch w centrum miasteczka liczącego 5000 mieszkańców prawdopodobnie spowodowałby większą liczbę ofiar.

## Upamiętnienie

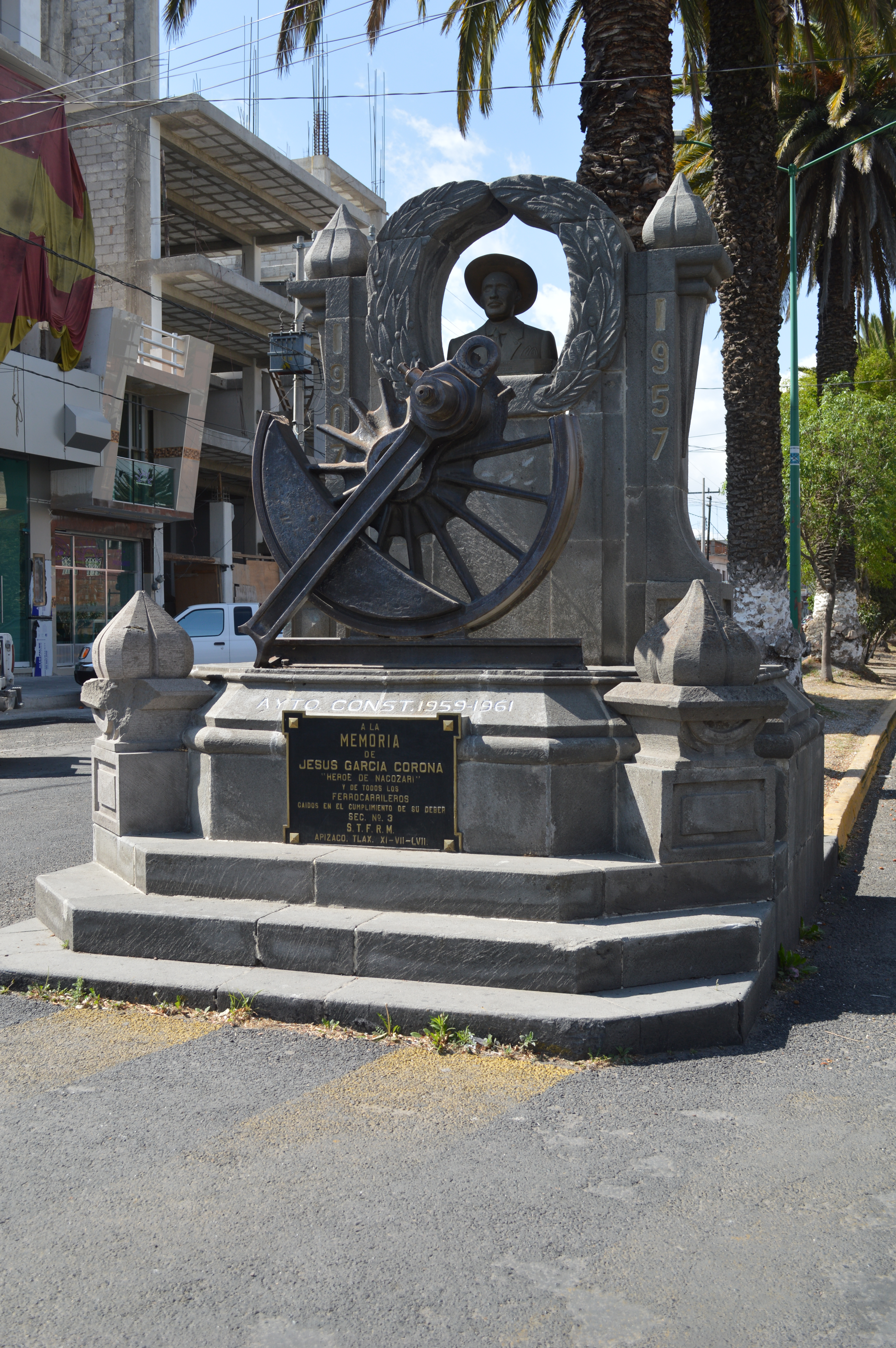
Pomnik Jesusa Garcii Corony

Po śmierci Corona został uznany za bohatera narodowego. Na jego cześć nazwę miasteczka zmieniono z Nacozari na Nacozari de Garcia. W Meksyku wiele szkół, ulic oraz stadionów zostało nazwanych imieniem Jesusa Garcii Corony. Dolan Ellis skomponował balladę Jesus Garcia upamiętniającą wydarzenia w Nacozari. Popularna jest również pieśń Maquina 501 opowiadająca historię Corony.